# 大邱三星獅棒球場
大邱三星獅棒球場（韓語：대구 삼성 라이온즈 파크），是韓國的一座棒球場，位於大邱廣域市壽城區，於2016年3月19日落成啟用。落成後韓國職棒三星獅隊便將主場遷於此，取代原先的大邱市民運動場棒球場。

## 設施簡介
本球場仿照大聯盟費城費城人隊主場市民銀行球場的八角形為設計，也成為韓國首個八角形的球場，建築主體共有地下2層及地上5層，共有24,000個座位，但容量可達29,000人，右外野上方設有「草地席」供球迷邊看球邊野餐，並在外野設置長36公尺、寬20公尺的1900萬畫素大螢幕。

## 重要賽事
- 韓國職棒首戰：2016年3月22日三星獅隊出戰LG雙子隊（熱身賽）、2016年4月1日三星獅隊出戰斗山熊隊（例行賽）。
- 韓國職棒全明星賽：2017年

## 交通
- 大邱都市鐵道2號線大公園站5號出口步行50公尺即可抵達

## 外部連結
- 大邱三星獅棒球場在台灣棒球維基館上的頁面（繁體中文）